# Грац-Талерхоф (аэропорт)
Аэропорт Грац-Талерхоф (нем. Flughafen Graz-Thalerhof ) (ИАТА: GRZ, ИКАО: LOWG) — аэропорт, обслуживающий город Грац, Австрия.

## Транспорт

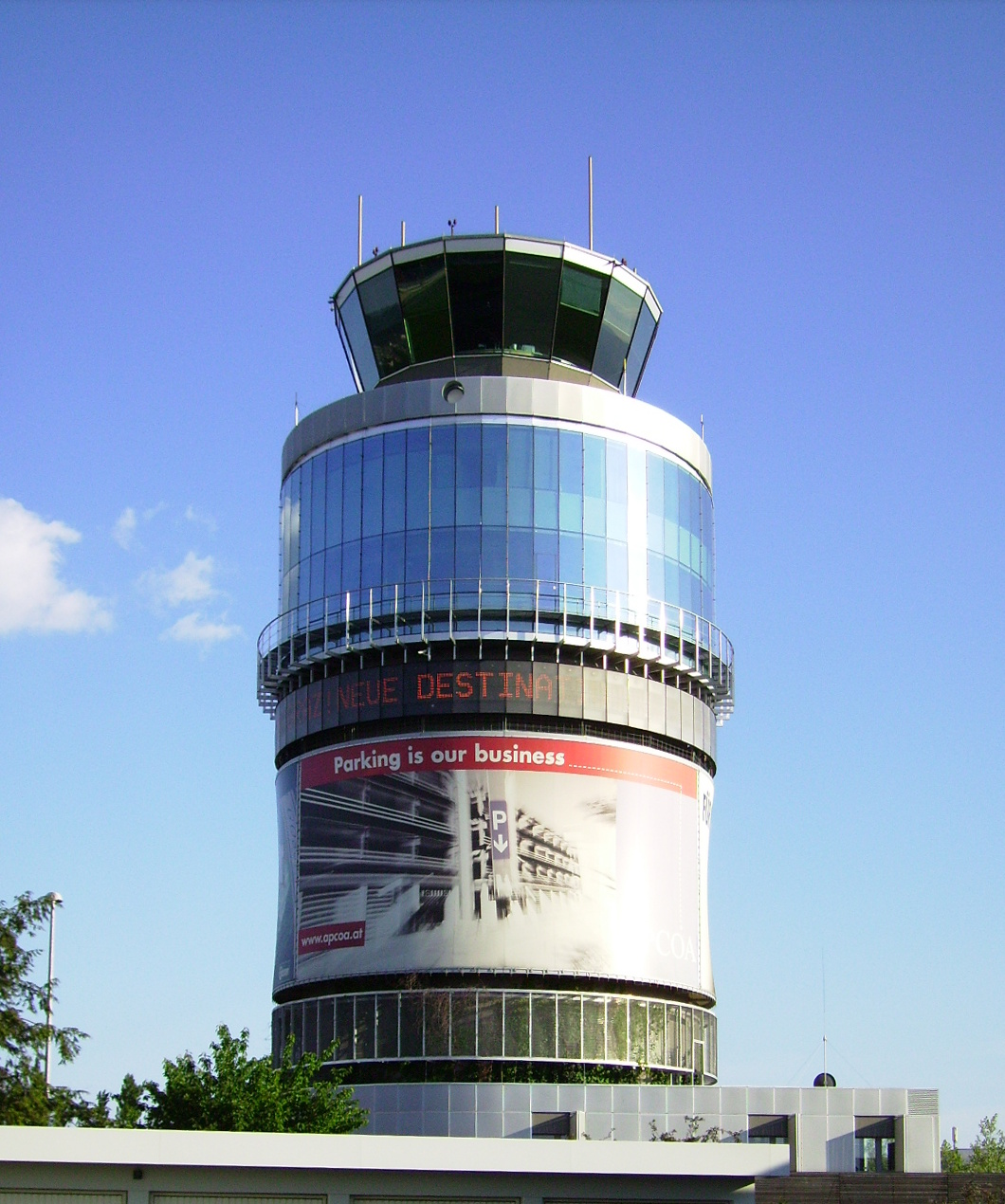
Контрольно-диспетчерский пункт аэропорта Грац

Аэропорт находится в 4 минутах ходьбы от железнодорожной станции Грац-Фельдкирхен, откуда поезда отправляются в Грац по линии Spielfeld-Straß. Время пути в аэропорт от железнодорожного вокзала Граца — около 12 минут поездом.

## История
Строительство аэропорта началось в 1913 году. В первую очередь были построены травяная взлетно-посадочная полоса и первые ангары. Первый рейс состоялся в 1914 году. Первый пассажирский внутренний рейс состоялся в 1925 году, он прошёл по маршруту Вена — Грац — Клагенфурт. В 1937 году началось строительство здания терминала, которое послужило увеличению количества пассажиров.
После окончания Второй мировой войны, тем не менее, Австрии запретили иметь собственную авиацию, как военную, так и гражданскую. После открытия австрийского воздушного пространства в 1951 году в Граце была построена новая бетонная взлетно-посадочная полоса длиной 1500 метров. Эта взлётно-посадочная полоса была увеличена до 2000 м в 1962 году. Маршрутная сеть быстро росла и первый международный регулярный рейс состоялся в 1966 году во Франкфурт. В 1969 году, взлётно-посадочная полоса была снова увеличена, на этот раз до 2500 м, и возникла необходимость строительства нового, более современного здания терминала. Отдельными вехами истории аэропорта стали посадка Конкорда в 1981 году и Boeing 747 по случаю его 70-й годовщины открытия в 1984. Через 10 лет было построено новое здание терминала с максимальной пропускной способностью 750 000 пассажиров в год. Последнее увеличение взлётно-посадочной полосы состоялось в 1998 году до 3000 м.
В начале XXI века, количество пассажиров превысило 750 000 в год, а в 2004 году немного меньше 900 000. Это стало причиной последней реконструкции здания терминала в 2003 году и строительства второго терминала в 2005-м.

## Регулярные рейсы
- Austrian Airlines
  - Austrian Airlines оператор Austrian Arrows (Дюссельдорф, Линц, Вена)
- Lufthansa (Франкфурт)
  - Lufthansa Regional оператор Augsburg Airways (Мюнхен)
  - Lufthansa Regional оператор Contact Air (Штутгарт)
  - Lufthansa Regional оператор Eurowings (Франкфурт)
- Niki (Пальма де Майорка)
- Robin Hood Aviation (Цюрих)
- Ryanair (Жирона, Лондон-Станстед)
- Welcome Air (Гётеборг-Ландветтер, Ганновер, Инсбрук, Кристиансенд, Ставангер)
- TUIfly (Кёльн/Бонн)

## Чартерные рейсы
- Adria Airways
- Aegean Airlines
- Air Baltic
- Austrian Airlines оператор Austrian Arrows
- Croatia Airlines
- Eurocypria Airlines
- Freebird
- InterSky
- Karthago Airlines
- Koral Blue Airlines
- Montenegro Airlines
- Niki
- SunExpress
- Tunis Air
- Viking Airlines
- Welcome Air

## Интересные факты
- Часть территории современного аэропорта занимал австрийский концентрационный лагерь Талергоф, ставший первым в Европе и существовавший в 1914—1917 гг., где находились депортированные жители Галиции, Буковины и Подкарпатской Руси (Закарпатье), обвинённые властями Австро-Венгрии в пророссийской деятельности. Здесь было казнено около 3800 человек. В 1936 году 1767 тел было эксгумировано и перезахоронено на кладбище близлежащей деревни. Сейчас о концлагере на территории аэропорта ничего не напоминает.